# جيف براون (لاعب هوكي الجليد)
جيف براون هو لاعب هوكي الجليد كندي، ولد في 24 أبريل 1978 في ميسيساغا في كندا.

## وصلات خارجية
- جيف براون (لاعب هوكي الجليد) على موقع دوري الهوكي الوطني (الإنجليزية)
- جيف براون (لاعب هوكي الجليد) على موقع EliteProspects.com (الإنجليزية)
- جيف براون (لاعب هوكي الجليد) على موقع HockeyDB.com (الإنجليزية)